# 计镇华
计镇华（1943年—），男，原籍江苏吴江，生于上海，中国昆曲表演艺术家，上海昆剧团一级演员。曾任中国戏剧家协会理事。